# Polychrus gutturosus
Polychrus gutturosus là một loài thằn lằn trong họ Polychrotidae. Loài này được Berthold mô tả khoa học đầu tiên năm 1846.